# La Stretta
La Stretta ⓘ (feminin zum Partizip Perfekt lateinisch strictus, deutsch ‚eng, schmal‘, rätoromanisch stret) ist ein Alpenpass zwischen dem Schweizer Kanton Graubünden und der Italienischen Region Lombardei.  Mit einer Scheitelhöhe von 2465 m ü. M. verbindet er die Val da Fain im Westen mit der Valle della Forcola im Osten. Der Pass befindet sich zwischen dem Monte Breva im Norden und dem Piz dals Lejs im Süden. Die Passhöhe ist mit ihren Seelein sehr reizvoll.

## Lage und Umgebung
Der Pass La Stretta gehört zur Gruppe des Piz Languard, einer Untergruppe der Livigno-Alpen. Der Pass befindet sich auf der Landesgrenze zwischen der Schweiz und Italien. La Stretta wird im Westen durch die Val da Fain, ein Seitental der Val Bernina, und im Osten durch die Valle della Forcola, ein Seitental der Valle di Livigno, eingefasst. Der Pass verbindet den Monte Breva (3104 m) im Norden mit dem Piz dals Lejs (3044 m) im Süden. Die Westseite ist sehr flach und weit, während die Ostseite auf 800 m horizontal 357 Höhenmeter verliert.
Auf dem Pass befinden sich ein Gebäude und mehrere Seen. Talorte sind Pontresina und Livigno, häufige Ausgangspunkte Bernina Suot und die Forcola di Livigno.

## Routen zum Pass

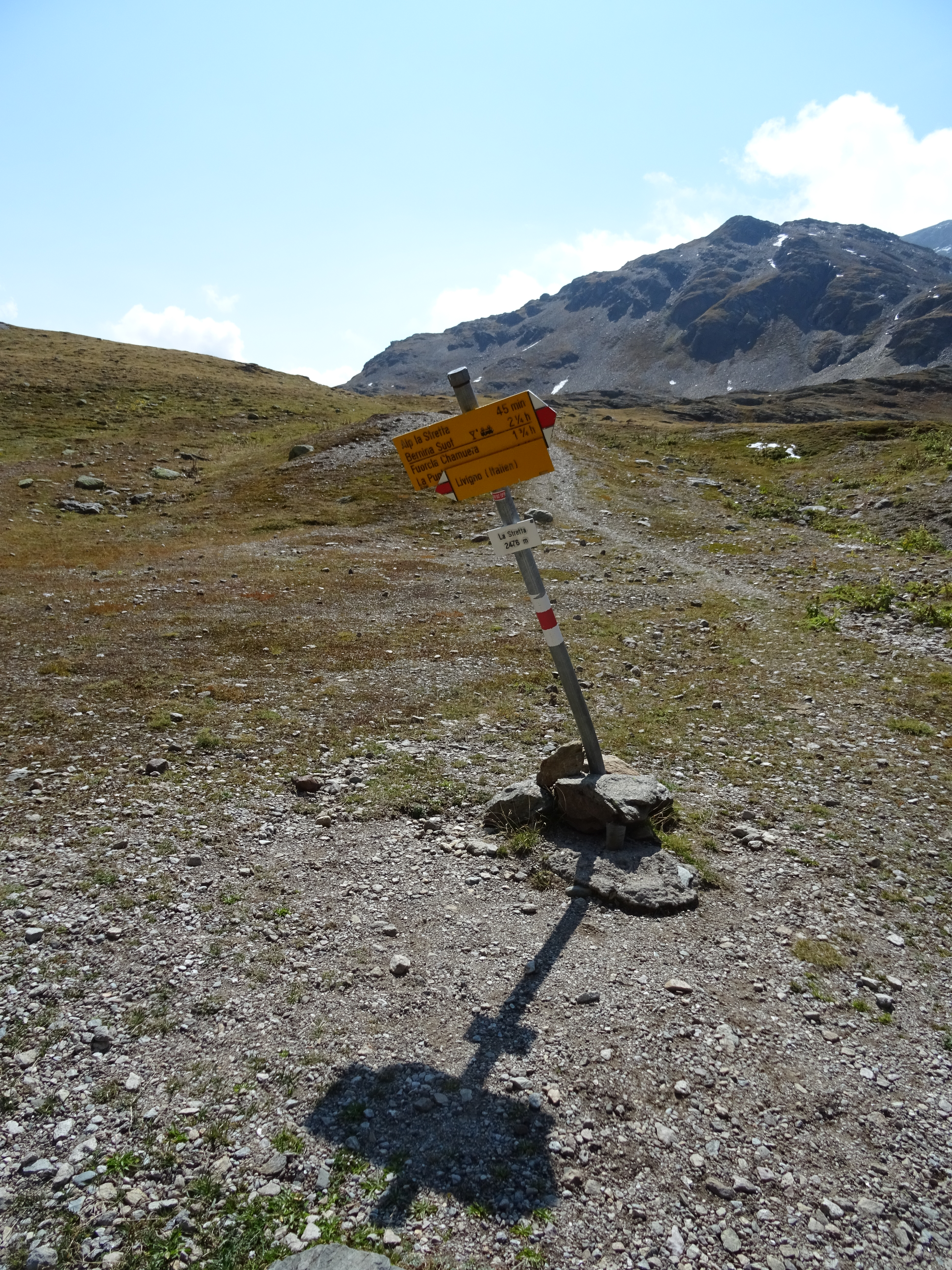
Wegweiser auf dem Pass

### Von Bernina Suot
- Ausgangspunkt: Bernina Suot (2045 m)
- Via: Val da Fain, Alp la Stretta
- Schwierigkeit: B, als Wanderweg weiss-rot-weiss markiert
- Zeitaufwand: 3 Stunden

### Von Alpe Vago
- Ausgangspunkt: Alpe Vago (1981 m)
- Via: Baitel del Gras degli Agnelli
- Schwierigkeit: B, als Wanderweg markiert
- Zeitaufwand: 2 Stunden

### Von Forcola di Livigno
- Ausgangspunkt: Forcola di Livigno (2315 m)
- Schwierigkeit: B, als Wanderweg markiert
- Zeitaufwand: 1 Stunde

## Galerie

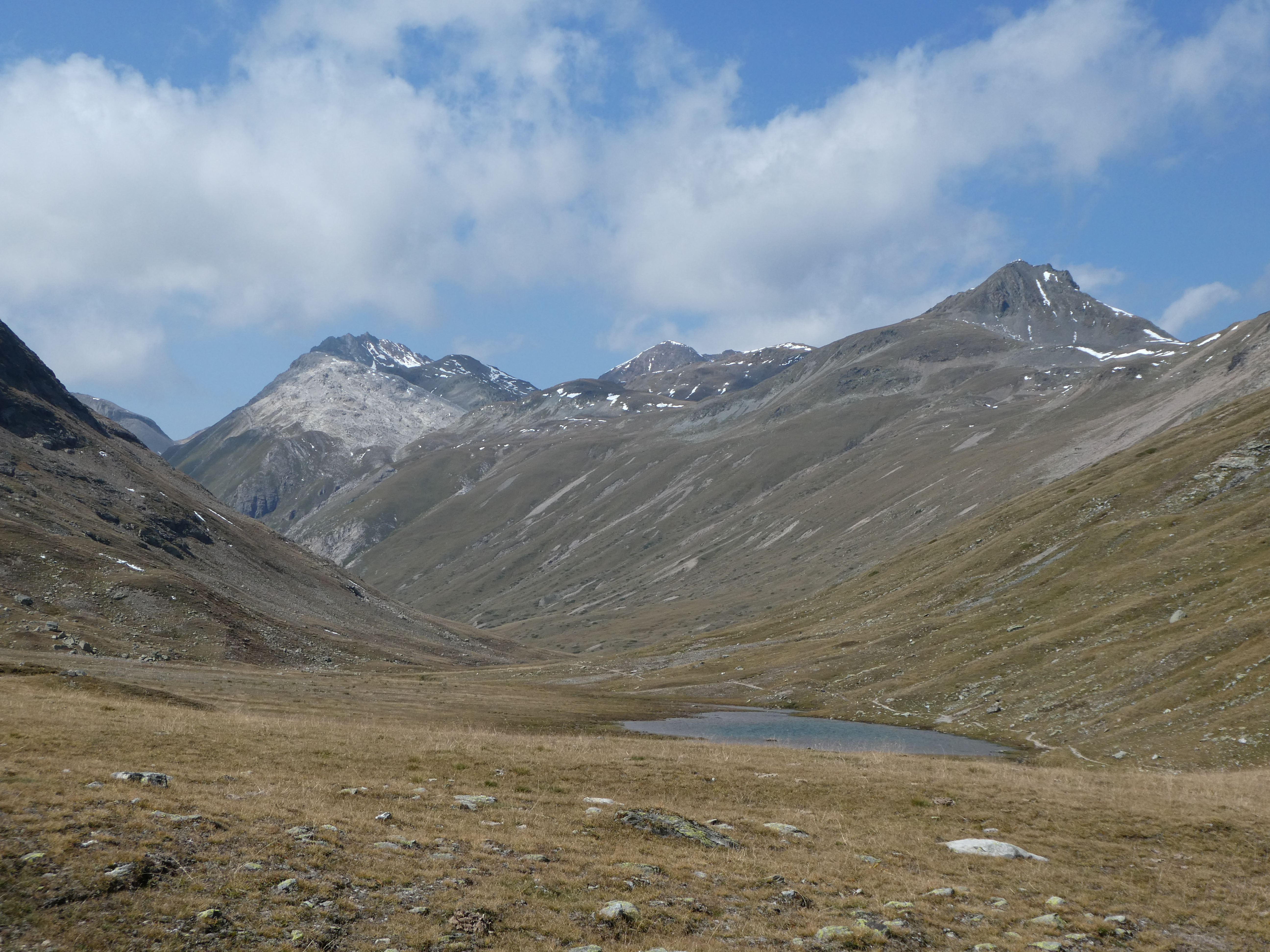
Westseite des Passes, Blick durchs Val da Fain zu Piz Tschüffer, Piz Pischa, Piz Sagliaint, Piz Languard, Piz Prüna und Piz Chatscheders
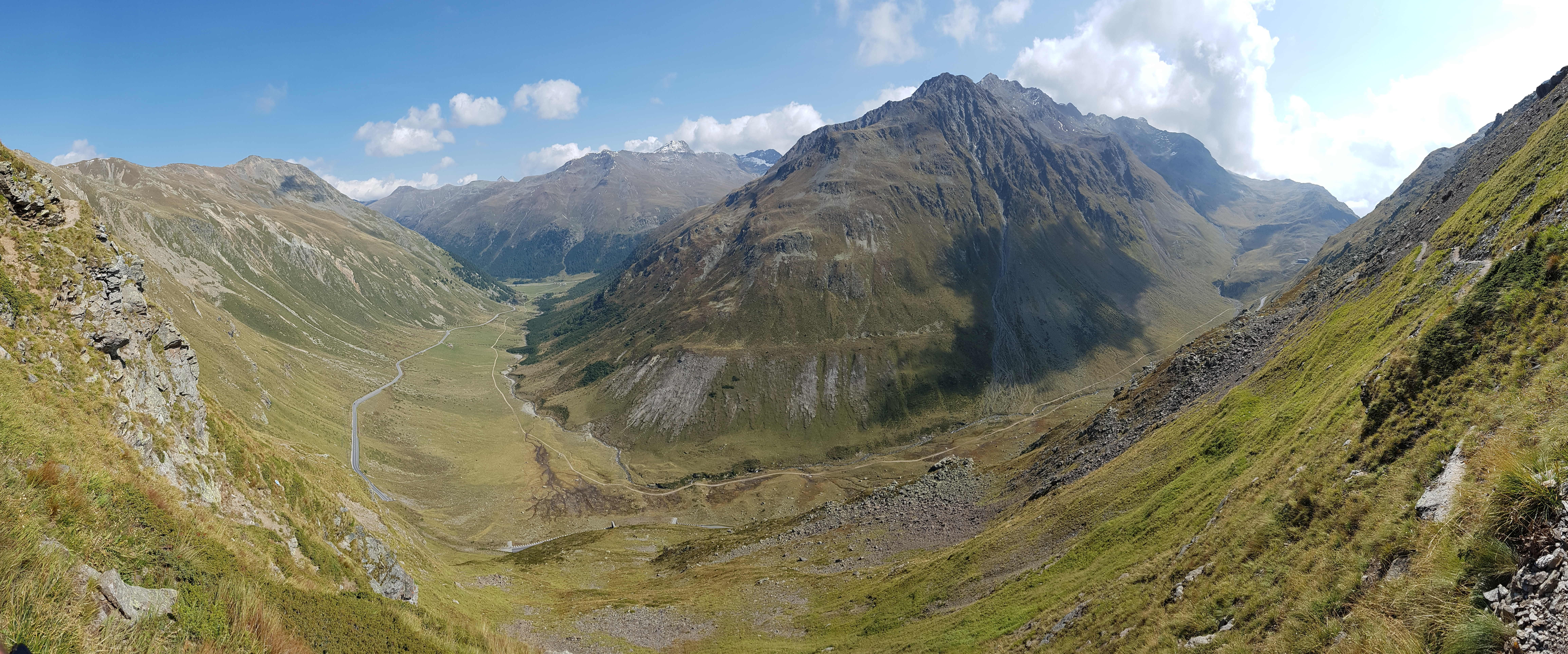
Ostseite des Passes, Blick in die Valle della Forcola. Die Forcola di Livigno befindet sich ganz rechts.